# Bandanahalli, Gubbi
Bandanahalli là một làng thuộc tehsil Gubbi, huyện Tumkur, bang Karnataka, Ấn Độ.